# ITF-14

ITF-14 (Interleaved Two of Five) — реализация штрих-кода interleaved 2 of 5 для кодирования Global Trade Item Number. Символы ITF-14 обычно используются на упаковках товаров. ITF-14 всегда кодирует 14 цифр.
Толстая черная каемка вокруг символа называется опорной полосой (Bearer Bar). Назначение опорной полосы — уравнять давление, создаваемой печатающей пластиной по всей поверхности символа и улучшить читаемость символа, сокращая вероятность неполного сканирования символа.
ITF-14 может быть с видимыми или скрытыми горизонтальными опорными полосами, а также с текстом над символом или со скрытым текстом.

## Таблица характеристик линейного штрихкода ITF-14
| Характеристики технологии                                    | ITF                                                  |
| ------------------------------------------------------------ | ---------------------------------------------------- |
| Внешний вид                                                  | Пример ITF (ITF 2/5)                                 |
| Считывание кода автономно                                    | Да                                                   |
| Печать на черно-белом принтере                               | Да                                                   |
| Нанесение на различные материалы(металлы и т. д.)            | Да, достаточно контрастного двухцветного изображения |
| Символы, поддающиеся кодировке                               | Цифры                                                |
| Максимальный объём данных(при макс. уровне коррекции ошибок) | Неограничен                                          |
| Устойчивость пространственного распознавания кода            | Поворот на произвольный угол, зеркальное отражение   |
| Поддержка индустрией                                         | Широкая, в том числе и в промышленности              |
| Создание кодов                                               | Бесплатно                                            |
| Характеристики технологии                                    | ITF                                                  |